# معرض ألعاب طوكيو
معرض ألعاب طوكيو (Tokyo Game Show 東京ゲームショウ)  يعرف اختصارًا بـ TGS هو معرض/مؤتمر لألعاب الفيديو ي تم في مجمع ماكوهاري ميسه في مدينة تشيبا اليابانية . يقوم فيه مطورو ألعاب الفيديو من جميع أنحاء العالم بعرض ألعابهم القادمة و المكونات المادية المتعلقة بهذه الألعاب، رغم أن التركيز الأساسي هو على السوق اليابانية وليست الخارجية . مثل معرض جيمز كوم فإن معرض طوكيو للألعاب يسمح للعامة بالحضور خلال اليومين الأخيرين .

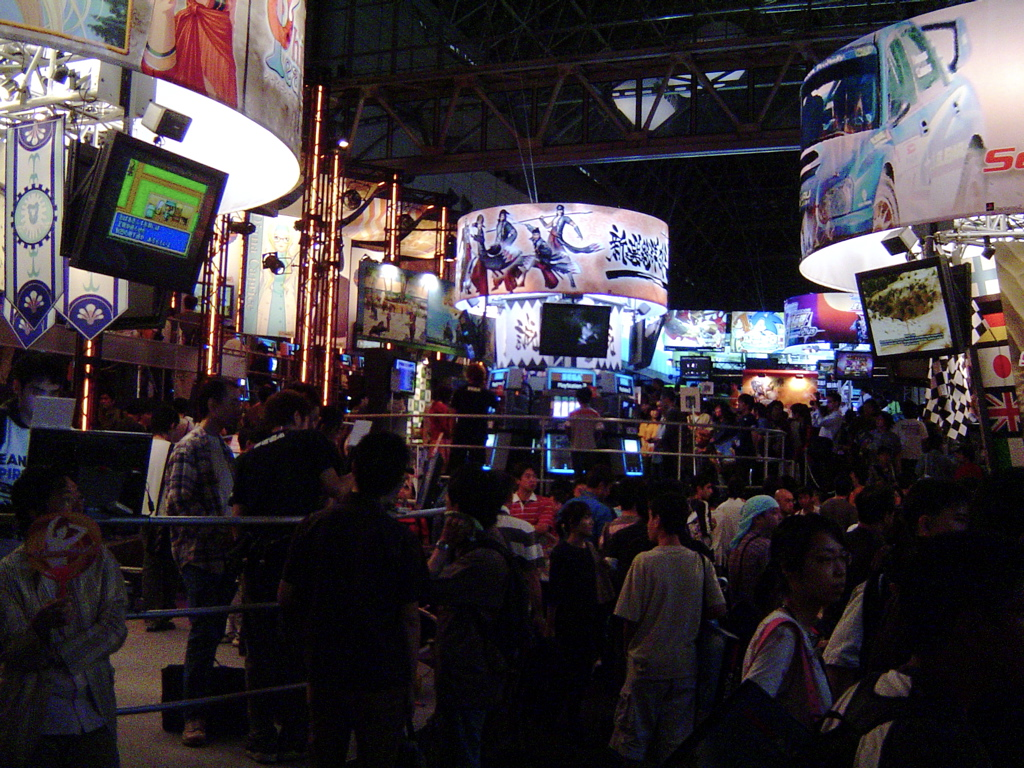
المعرض في 2004.

## روابط خارجية
- معرض ألعاب طوكيو على موقع ميوزك برينز (الإنجليزية)